# Victor Lovera
Victor Lovera (* 5. Juni 2000) ist ein französischer Skilangläufer.

## Werdegang
Lovera, der für den Ski Nordique Chartreuse startet, nahm von 2016 bis 2020 an U18 und U20-Rennen im Alpencup teil und kam bei den Junioren-Skiweltmeisterschaften 2020 in Oberwiesenthal auf den achten Platz im 30-km-Massenstartrennen sowie auf den fünften Rang mit der Staffel. Zu Beginn der Saison 2022/23 nahm er in St. Ulrich am Pillersee erstmals am Alpencup teil, wobei er den siebten Platz über 10 km Freistil errang. Im weiteren Saisonverlauf wurde beim Engadin Skimarathon Dritter und im Alpencup mit fünf weiteren Top-Zehn-Platzierungen Siebter in der Gesamtwertung. Zudem startete er in Les Rousses erstmals im Skilanglauf-Weltcup und holte dort mit dem 27. Platz über 10 km Freistil seine ersten Weltcuppunkte. In der Saison 2024/25 erreichte er in Schlinig mit dem dritten Platz über 15 km Freistil seine erste Podestplatzierung im Alpencup und in Les Rousses mit dem siebten Platz über 10 km Freistil sowie in Falun mit dem achten Rang im 20-km-Massenstartrennen seine ersten Top-Zehn-Platzierungen im Weltcup. Zudem gewann er den Transjurassienne und kam bei den Nordischen Skiweltmeisterschaften 2025 in Trondheim auf den 21. Platz im 50-km-Massenstartrennen.

## Erfolge

### Siege bei Worldloppet-Rennen
| Nr. | Datum | Ort      | Rennen           | Disziplin                  |
| --- | ----- | -------- | ---------------- | -------------------------- |
| 1.  | 2025  | Prémanon | Transjurassienne | 34 km Freistil Massenstart |

### Teilnahmen an Weltmeisterschaften

#### Nordische Skiweltmeisterschaften
| Jahr und Ort   | Wettbewerb | Wettbewerb | Wettbewerb | Wettbewerb | Wettbewerb | Wettbewerb |
| Jahr und Ort   | 15 km      | Skiathlon  | 50 km      | Sprint     | Staffel    | Teamsprint |
| -------------- | ---------- | ---------- | ---------- | ---------- | ---------- | ---------- |
| Trondheim 2025 | –          | –          | 21.        | –          | –          | –          |